# 中原知南
中原 知南（なかはら ともな、1996年1月21日 - ）は、日本の女優・ファッションモデル。東京都出身。血液型はA型。浅井企画に所属していた。一児の母。
グラビアJAPAN2011ノミネート、準日テレジェニック2012。

## 出演

### テレビ

#### ドラマ
- たのしい幼稚園（2001年）- 星愛
- 婚外恋愛 第2・6話（2002年）- 小野寺桃子
- 月曜ドラマシリーズ
  - 緋色の記憶〜美しき記憶の秘密〜（2003年）- 藤枝奈々
- 土曜ワイド劇場
  - キレイになりたい! 美容外科医の事件簿（2003年）- 神岡結
  - ハラハラ刑事（2004年 - 2005年）- 大河原静香
- 愛と資本主義（2003年）
- ウルトラマンネクサス（2004年 - 2005年）- 西条凪（幼少期）
- 受験の神様（2007年）- 中山知南
- 1ポンドの福音（2008年）
- 犬飼さんちの犬 第10話（2011年）
- 3年B組金八先生ファイナル（2011年）- 酒井聖美
- 大!天才てれびくん ドラまちがい「晴れときどき晴れ」（2011年）- すみれ
- 鈴木先生 第7話（2011年）
- ウルトラゾーン 第14・15話（2012年）- 仲谷マユ / ピット星人（声）
- 鳳神ヤツルギ3（2012年）- 大和マリ / キサラ（声）

### 映画
- 代行のススメ（2009年10月24日公開、山口智監督）- 良子
- はい!もしもし、大塚薬局ですが（2011年4月9日公開、勝又悠監督）- 横沢冴子

#### バラエティ
- おはスタ
- アイドルの穴〜日テレジェニックを探せ!〜（2012年）

### ミュージカル
- ココ☆スマイル4 〜金星のステージ〜（2005年、2008年）- 森本ほのか
- ラブリーズ 〜君に捧げるハーモニー〜（2009年）

### CM
- 日本ケロッグ チョコワ（2003年）
- イオン（2004年）
- 積水ハウス コンサルティング・ハウジング2004（2005年）

### ミュージックビデオ
- TEE「Together 〜つながり〜」（2012年9月3日公開、Yu-ya HARA監督）
- TEE「With You 〜ぬくもり〜」（2012年10月22日公開、Yu-ya HARA監督）

### スチール
- 桐光学園小学校パンフレット 制服モデル（2005年 - 2006年）

### 雑誌
- Popteen - レギュラーモデル（Pop Girls）